# Riggia cryptocularis
Riggia cryptocularis is een pissebed uit de familie Cymothoidae. De wetenschappelijke naam van de soort is voor het eerst geldig gepubliceerd in 2003 door Thatcher, de Conceiçao Lopes & Froehlich.